# Lycodon butleri
Lycodon butleri är en ormart som beskrevs av Boulenger 1900. Lycodon butleri ingår i släktet Lycodon och familjen snokar. Inga underarter finns listade i Catalogue of Life.
Arten förekommer med flera från varandra skilda populationer på Malackahalvön i södra Thailand och Malaysia. Den lever i bergstrakter mellan 1100 och 1500 meter över havet. Individerna vistas på marken i bergsskogar. Honor lägger ägg.
För beståndet är inga hot kända. IUCN kategoriserar arten globalt som livskraftig.